# Барбазан-Десюс
Барбаза́н-Десю́с (фр. Barbazan-Dessus, окс. Barbadan Dessús) — коммуна во Франции, находится в регионе Юг — Пиренеи. Департамент — Верхние Пиренеи. Входит в состав кантона Турне. Округ коммуны — Тарб.
Код INSEE коммуны — 65063.

## География

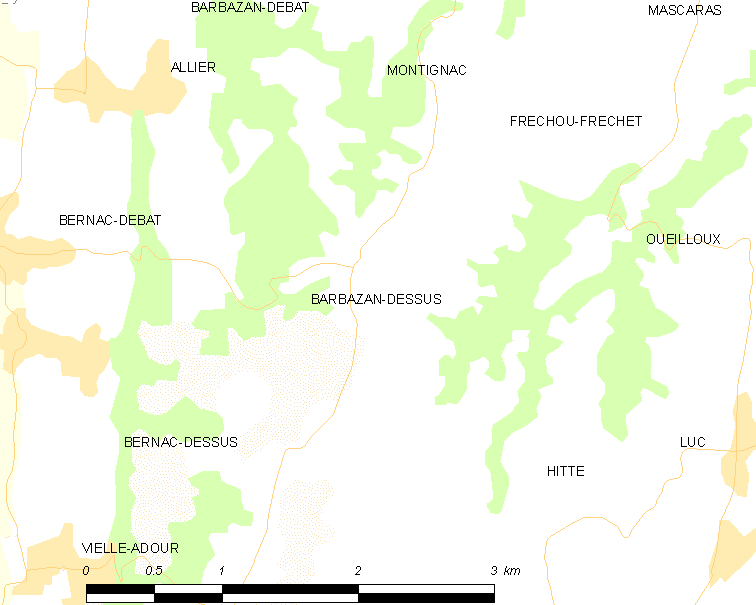
Карта коммуны

Коммуна расположена приблизительно в 660 км к югу от Парижа, в 120 км юго-западнее Тулузы, в 10 км к юго-востоку от Тарба.
Коммуна расположена в местности Бигорр. На востоке коммуны протекает река Аррет-Дарре.

## Климат
Климат умеренно-океанический с солнечной тёплой погодой и обильными осадками на протяжении практически всего года.

## Население
Население коммуны на 2010 год составляло 133 человека.
| 1962 | 1968 | 1975 | 1982 | 1990 | 1999 | 2010 |
| ---- | ---- | ---- | ---- | ---- | ---- | ---- |
| 112  | 120  | 133  | 143  | 141  | 136  | 133  |

## Администрация
| Период | Период | Фамилия      | Партия | Примечания |
| ------ | ------ | ------------ | ------ | ---------- |
| 2008   | 2014   | Жан Дюпра    |        |            |
| 2014   | 2020   | Лоран Фуркад |        |            |

## Экономика
В 2010 году среди 86 человек трудоспособного возраста (15-64 лет) 68 были экономически активными, 18 — неактивными (показатель активности — 79,1 %, в 1999 году было 74,7 %). Из 68 активных жителей работали 67 человек (39 мужчин и 28 женщин), безработной была 1 женщина. Среди 18 неактивных 5 человек были учениками или студентами, 9 — пенсионерами, 4 были неактивными по другим причинам.